# Sam Beukema
Sam Beukema (Deventer, 17 november 1998) is een Nederlands voetballer die sinds juli 2025 als centrale verdediger voor het Italiaanse Napoli speelt Medio 2021 verruilde hij Go Ahead Eagles uit zijn geboorteplaats Deventer voor AZ, waar hij een contract tekende tot medio 2026. Medio 2023 verruilde hij AZ al weer voor een dienstverband in bij Bologna in Italië dat hem na het seizoen 2024-2025 aan Napoli verkocht.

## Carrière

### Go Ahead Eagles
Sam Beukema speelde in de jeugd van DSC, Go Ahead Eagles en FC Twente. Die laatste twee hadden een gezamenlijke jeugdopleiding, waardoor hij eerst enkele jaren – in de D- en C- junioren – in Deventer speelde en later een seizoen in Hengelo. Toen de samenwerking tussen beide clubs eindigde, zette Beukema zijn opleiding voort bij Go Ahead Eagles. Hij debuteerde op 8 september 2017 in de hoofdmacht van de club in de thuiswedstrijd tegen FC Volendam. Hij startte in de basis en speelde de hele wedstrijd.
Na afloop van het seizoen 2017/18 besloot Go Ahead Eagles de optie voor nog een seizoen in de verbintenis te lichten, zodat Beukema tot de zomer van 2019 onder contract zou staan bij Go Ahead Eagles, met de optie voor nog een jaar. Onder leiding van Kees van Wonderen groeide Beukema uit tot een onbetwiste basisspeler van de Eagles en werd hij benoemd tot een van de aanvoerders van het elftal. In de laatste speelronde van het seizoen wist Beukema met Go Ahead Eagles promotie naar de Eredivisie te bewerkstelligen. De ploeg won zelf met 0-1 van Excelsior, terwijl de direct concurrent, De Graafschap, niet wist te winnen van Helmond Sport (0-0).

### AZ
Zijn prestaties in het seizoen 2020/21 leverden hem medio 2021 een transfer naar AZ op. Tijdens de wedstrijd tegen Fortuna Sittard op 16 januari 2022, wist Beukema zijn eerste doelpunt te maken; dat was ook de 2500ste goal van AZ in de Eredivisie. 

## Statistieken
| Seizoen                   | Club            | Competitie      | Competitie | Competitie | Beker | Beker | Europees | Europees | Overig | Overig | Totaal | Totaal |
| Seizoen                   | Club            | Competitie      | Wed.       | Dlp.       | Wed.  | Dlp.  | Wed.     | Dlp.     | Wed.   | Dlp.   | Wed.   | Dlp.   |
| ------------------------- | --------------- | --------------- | ---------- | ---------- | ----- | ----- | -------- | -------- | ------ | ------ | ------ | ------ |
| 2017/18                   | Go Ahead Eagles | Eerste Divisie  | 6          | 0          | 2     | 0     | –        | –        | –      | –      | 8      | 0      |
| 2018/19                   | Go Ahead Eagles | Eerste Divisie  | 0          | 0          | 0     | 0     | –        | –        | –      | –      | 0      | 0      |
| 2019/20                   | Go Ahead Eagles | Eerste Divisie  | 23         | 1          | 2     | 1     | –        | –        | –      | –      | 25     | 2      |
| 2020/21                   | Go Ahead Eagles | Eerste Divisie  | 37         | 8          | 3     | 1     | –        | –        | –      | –      | 40     | 9      |
| 2021/22                   | AZ              | Eredivisie      | 24         | 3          | 4     | 0     | 5        | 0        | 4      | 0      | 37     | 3      |
| 2022/23                   | AZ              | Eredivisie      | 26         | 2          | 1     | 0     | 17       | 1        | 0      | 0      | 26     | 1      |
| 2023/24                   | Bologna         | Serie A         | 30         | 1          | 3     | 1     | 0        | 0        | 0      | 0      | 33     | 2      |
| 2024/25                   | Bologna         | Serie A         | 35         | 0          | 4     | 0     | 8        | 0        | 0      | 0      | 47     | 0      |
| 2025/26                   | Napoli          | Serie A         | 0          | 0          | 0     | 0     | 0        | 0        | 0      | 0      | 0      | 0      |
| Carrière totaal           | Carrière totaal | Carrière totaal | 181        | 15         | 19    | 3     | 30       | 1        | 4      | 0      | 234    | 19     |
| Bijgewerkt op 8 juni 2025 |                 |                 |            |            |       |       |          |          |        |        |        |        |

## Erelijst
Directe promotie Go Ahead Eagles 2020/2021.
Winnaar Coppa Italia met Bologna 2024/2025.